# Боссюэ, Жак-Бенинь
Жак Бени́нь Боссюэ́ (фр. Jacques-Bénigne Bossuet, 27 сентября 1627, Дижон — 12 апреля 1704, Париж) — французский проповедник и богослов XVII века, писатель, епископ Мо.

## Вехи биографии
Боссюэ был родом из дворянской семьи. Его дед Жак Боссюэ участвовал в гражданских войнах на стороне Католической Лиги. В восьмилетнем возрасте тонзурован. Окончил коллеж иезуитов в Дижоне. В 1642 г. отправился в Париж, где был введён в круг посетителей салона маркизы Рамбуйе; своей импровизацией обратил на себя внимание Вуатюра.
Изучал философию и теологию в Наваррском коллеже. Испытал влияние святого Винсента де Поля, который стал для него образцом жизни во Христе.
В 1652 г. получил степень доктора теологии; рукоположен. До 1659 г. пребывал главным образом в своём диоцезе — в г. Мец, вёл проповедническую деятельность. Затем перебрался в Париж, где в 1662 году выступает с проповедью в Лувре и обращает на себя внимание Людовика XIV. В 1669 г. назначен епископом Кондомским, однако в действительности так и не стал руководить диоцезом, так как в 1670 г. король поручил ему воспитание дофина (см. Людовик Великий Дофин). В этой должности Боссюэ руководил изданием «очищенной» библиотеки классиков Ad usum Delphini. 8 июня 1671 г. Боссюэ был избран членом Французской Академии.
В 1680 г. дофин женился на принцессе Баварской; год спустя Боссюэ был назначен епископом Мо, посвятив остаток жизни защите католической религии. В 1682 г. Боссюэ, на правах одного из духовных лидеров Франции, произносит вступительную речь на ассамблее духовенства, собранной королём для утверждения прав галликанской Церкви в её конфликте с Римом.
В жизни Боссюэ отличался простотой и искренностью, преданным отношением к друзьям, великодушием и щедростью, а также исключительным трудолюбием и упорством. Не случайно соученики по коллежу дали ему прозвище bos suetus aratro, «бык, привыкший к плугу».
Поддерживал переписку с Лейбницем, дружил с Лабрюйером.

## Характеристика творчества

### Проповеди
Один из современников называл Боссюэ «последним из отцов Церкви». Боссюэ написал ряд библейских толкований в виде гомилий: на Откровение Иоанна Богослова (1689), на Псалтырь и Песнь Песней (1690), на Притчи, Книгу Екклезиаста, Премудрости сына Сирахова (1693) и на пророчества Исайи о Христе (1704).
Боссюэ поднял проповедь на новый, невиданный ранее уровень. В его представлении проповеднику надлежало обладать глубокими познаниями, прежде всего касательно святоотеческой традиции (Тертуллиан, Киприан, Климент Александрийский, Григорий Богослов, Августин, Иоанн Златоуст).
Боссюэ разнообразил проповеди по стилю и тональности (от сугубо дидактических до поэтических), в зависимости от аудитории, к которой обращался. При этом он исходил из принципа Августина: пользование риторическими приёмами не возбраняется, но лишь с учётом основной цели проповеди. Строгость и ясность проведей Боссюэ, их высокая патетика роднит их с творениями французского классицизма (Корнель, Расин). Наибольший интерес представляют «Проповедь о провидении» (1662) и «Проповедь о божественности религии» 1665).

### Богословские и исторические труды
Особой популярностью среди сочинений Боссюэ пользовалась книга «Изложение учения католической Церкви» (L’Exposition de la doctrine de l’Église catholique, 1671), которая способствовала обращению Тюренна.
В своих историософских трудах Боссюэ заново осмыслил идею провиденциализма. В трактате «Рассуждение о всеобщей истории» (Discours sur l’histoire universelle, 1681) он рассматривал исторические события с точки зрения промыслительных деяний Божьих; проследил путь, которым Провидение вело человечество к Иисусу Христу и Его Церкви.
Боссюэ критиковал рационалистическое истолкование Св. Писания Ришаром Симоном и осуждал квиетизм своего приятеля Фенелона. Не будучи янсенистом и даже осуждая их позицию, Боссюэ в то же время был связан с ригористическим крылом католицизма.
В «Трактате о познании Бога и самого себя» (Traité de la connaissance de Dieu et de soi-même, 1722) ощущается влияние Декарта и Паскаля: по Боссюэ, человек способен познать самого себя лишь через христианское Откровение.

### Политология сквозь призму теологии
В трактате «Политика, основанная на словах Священного Писания» (La Politique tirée des propres paroles de l'Écriture sainte, 1709) Боссюэ основывался не только на Библии, но и на трудах Аристотеля, Августина, Гоббса, а также на практическом опыте французской монархии. Санкционируя абсолютизм как форму правления, подчинённую разумному началу и обусловленную Божественной волей, Боссюэ отличал его от деспотизма и указывал на необходимость следования монархом законам морали. Государственная власть для Боссюэ — способ обеспечить выживание человечества, находящегося во власти дурных наклонностей (следствие первородного греха).

### Боссюэ и протестантизм
Боссюэ хотелось воссоединить протестантов с католиками. Его полемический труд «История уклонений протестантских церквей» (Histoire des variations des Églises protestantes, 1688) — ценный источник по истории Реформации; он содержит выпуклые и вместе с тем нелицеприятные портреты её лидеров — Лютера, Цвингли, Кальвина, Меланхтона (последний вызывал особый интерес у Боссюэ, как жертва эпохи и её заблуждений).

### Надгробные речи
Всемирную славу снискали «Надгробные речи» (Oraisons funèbres), которые Боссюэ писал с 1656 г.; они представляют большой литературный интерес. Среди них речи, посвященные Анне Австрийской (1667), Генриетте Английской (1670), Марии-Терезии (1683) и др. Последняя из надгробных речей была произнесена Боссюэ в Соборе Парижской Богоматери по случаю кончины принца Конде 10 марта 1687 г. Боссюэ давно был знаком с Великим Конде и представил его не только выдающимся государственным деятелем, но и уделил большое внимание его обращению (сравнив его с Тюренном). Прощаясь с Конде, Боссюэ прощался и с жанром надгробной речи.

## Издания сочинений
- Œuvres complètes. V. 1-31. Paris, 1862—1866.
- Oeuvres. — P.: 1979 (Bibliotheque de la Pleiade).
- Надгробные слова Боссюэта, еп. Мосского. СПб., 1822.
- Боссюэ. Размышления на Евангелие. Пг., 1916.